# Campionat del Món de motocròs 2001
La temporada de 2001 del Campionat del Món de motocròs fou la 45a edició d'aquest campionat, organitzat per la FIM. El calendari oficial constava de 14 Grans Premis, celebrats entre el 18 de març i el 23 de setembre.
Aquella temporada, la societat que organitzava el mundial de velocitat, Dorna, obtingué els drets d'organització del de motocròs i decidí d'aplicar el sistema del "triple Gran Premi" (per a les categories de 125, 250 i 500cc alhora) a tots els que componien el campionat, una idea estrenada el 2000. A més, Dorna va decidir que totes les curses s'hi fessin en un sol dia -i no pas repartides entre dissabte i diumenge, com fins aleshores-, amb una sola mànega per categoria. Els pilots podien llavors obtenir punts per a dos o fins i tot tres campionats diferents en un sol Gran Premi.
El 2001, doncs, es disputaren per primer cop 14 "triples Grans Premis", un sistema que es mantingué igual fins a la temporada del 2003, la darrera que organitzà Dorna. A causa dels canvis esmentats, aquell any se celebrà per primer cop al Circuit de Motocròs de Catalunya, a Bellpuig, el Gran Premi d'Espanya de les tres cilindrades. D'altra banda, aquella temporada Javier García Vico acabà en quarta posició final a la categoria de 500 cc, essent el millor resultat obtingut mai per un català en aquesta competició fins aleshores.

## Sistema de puntuació
Barem de puntuació la temporada de 2001:
| Posició | 1  | 2  | 3  | 4  | 5  | 6  | 7 | 8 | 9 | 10 | 11 | 12 | 13 | 14 | 15 |
| Punts   | 25 | 20 | 16 | 13 | 11 | 10 | 9 | 8 | 7 | 6  | 5  | 4  | 3  | 2  | 1  |

## Grans Premis
| Ronda | Data           | Gran Premi                    | Lloc                 | 125 cc            | 250 cc           | 500 cc           |
| ----- | -------------- | ----------------------------- | -------------------- | ----------------- | ---------------- | ---------------- |
| 1     | 18 de març     | Gran Premi d'Espanya          | Bellpuig             | James Dobb        | Mickaël Pichon   | Stefan Everts    |
| 2     | 1 d'abril      | Gran Premi dels Països Baixos | Valkenswaard         | Erik Eggens       | Mickaël Pichon   | Joël Smets       |
| 3     | 15 d'abril     | Gran Premi d'Austràlia        | Broadford            | James Dobb        | Mickaël Pichon   | Stefan Everts    |
| 4     | 29 d'abril     | Gran Premi de Bèlgica         | Genk                 | James Dobb        | Gordon Crockard  | Stefan Everts    |
| 5     | 13 de maig     | Gran Premi d'Alemanya         | Teutschenthal        | James Dobb        | Mickaël Pichon   | Joël Smets       |
| 6     | 27 de maig     | Gran Premi d'Europa           | Spa-Francorchamps    | James Dobb        | Mickaël Pichon   | Stefan Everts    |
| 7     | 1 de juliol    | Gran Premi de Suècia          | Uddevalla            | Kenneth Gundersen | Gordon Crockard  | Stefan Everts    |
| 8     | 15 de juliol   | Gran Premi de França          | Ernée                | Kenneth Gundersen | Mickaël Pichon   | Stefan Everts    |
| 9     | 5 d'agost      | Gran Premi de Bèlgica         | Namur                | James Dobb        | Mickaël Pichon   | Stefan Everts    |
| 10    | 12 d'agost     | Gran Premi de Suïssa          | Roggenburg           | James Dobb        | Claudio Federici | Marnicq Bervoets |
| 11    | 19 d'agost     | Gran Premi d'Alemanya         | Gaildorf             | Luigi Seguy       | Mickaël Pichon   | Joël Smets       |
| 12    | 2 de setembre  | Gran Premi dels Països Baixos | Lierop               | Erik Eggens       | Chad Reed        | Joël Smets       |
| 13    | 16 de setembre | Gran Premi d'Itàlia           | Castiglione del Lago | Kenneth Gundersen | Mickaël Pichon   | Joël Smets       |
| 14    | 23 de setembre | Gran Premi d'Àustria          | Karntenring          | Erik Eggens       | Mickaël Pichon   | Joël Smets       |

## 500 cc

### Classificació final
| Posició | Pilot              | Motocicleta | Punts |
| ------- | ------------------ | ----------- | ----- |
| 1       | Stefan Everts      | Yamaha      | 291   |
| 2       | Joël Smets         | KTM         | 273   |
| 3       | Marnicq Bervoets   | Yamaha      | 211   |
| 4       | Javier García Vico | KTM         | 138   |
| 5       | Johnny Lindhe      | Husqvarna   | ?     |
| 6       | Peter Johansson    | KTM         | 85    |
| 7       | Shayne King        | KTM         | 85    |
| 8       | Andrea Bartolini   | Husqvarna   | 79    |
| 9       | Andrew McFarlane   | Yamaha      | 79    |
| 10      | Joakim Karlsson    | Honda       | 77    |

Notes
1. ↑  295 segons altres fonts.
2. ↑  142 segons altres fonts.
3. ↑  107 segons altres fonts.
4. ↑  91 segons altres fonts.
5. ↑  89 segons altres fonts.
6. ↑  D'altres fonts documenten en els llocs vuitè, novè i desè a McFarlane, Karlsson i l'estonià Avo Leok (KTM) respectivament.
7. ↑  81 segons altres fonts.
8. ↑  81 segons altres fonts.
9. ↑  68 segons altres fonts.

## 250 cc

### Classificació final
| Posició | Pilot                | Motocicleta | Punts |
| ------- | -------------------- | ----------- | ----- |
| 1       | Mickaël Pichon       | Suzuki      | 318   |
| 2       | Chad Reed            | Kawasaki    | 190   |
| 3       | Gordon Crockard      | Honda       | 188   |
| 4       | Claudio Federici     | Yamaha      | 157   |
| 5       | Pit Beirer           | Yamaha      | 140   |
| 6       | Joshua Coppins       | Suzuki      | 136   |
| 7       | Frédéric Bolley      | Honda       | 133   |
| 8       | J. Pekka Vehvilainen | Honda       | 93    |
| 9       | Yves Demaria         | Yamaha      | 90    |
| 10      | Collin Dugmore       | KTM         | 72    |
| 11      | Johnny Aubert        | Yamaha      | 69    |

## 125 cc

### Classificació final
| Posició | Pilot             | Motocicleta | Punts |
| ------- | ----------------- | ----------- | ----- |
| 1       | James Dobb        | KTM         | 228   |
| 2       | Steve Ramon       | Kawasaki    | 182   |
| 3       | Erik Eggens       | KTM         | 171   |
| 4       | Kenneth Gundersen | KTM         | 162   |
| 5       | Luigi Seguy       | Yamaha      | 161   |
| 6       | Alessio Chiodi    | Yamaha      | 113   |
| 7       | Patrick Caps      | Yamaha      | 97    |
| 8       | Marc De Reuver    | Yamaha      | 91    |
| 9       | Thomas Traversini | KTM         | 77    |
| 10      | Alessandro Puzar  | Husqvarna   | ?     |

## Resum: Podi final 2001
|           | 500 cc           | 500 cc | 250 cc          | 250 cc   | 125 cc      | 125 cc   |
| Campió    | Stefan Everts    | Yamaha | Mickaël Pichon  | Suzuki   | James Dobb  | KTM      |
| Subcampió | Joël Smets       | KTM    | Chad Reed       | Kawasaki | Steve Ramon | Kawasaki |
| Tercer    | Marnicq Bervoets | Yamaha | Gordon Crockard | Honda    | Erik Eggens | KTM      |